# Linguistic Inquiry
Linguistic Inquiry — американский лингвистический реферируемый журнал, основанный в 1970 году. Выпускается издательством «MIT Press». Главный редактор журнала — Дж. Кейсер.
Журнал постоянно входит в число первых 10 в рейтинге «Thomson ISI».